# Proclamação da República Popular da China

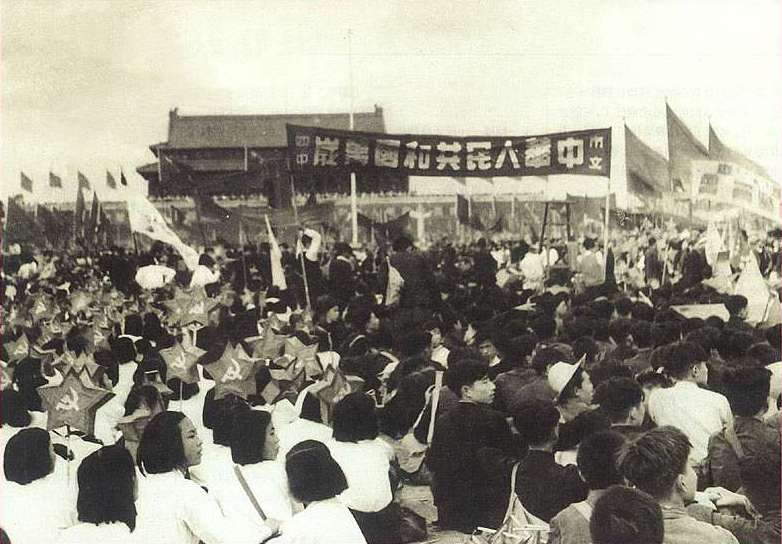
Grande cerimónia de abertura

A fundação da República Popular da China (RPC) foi formalmente proclamada por Mao Tsé-Tung, o Presidente do Partido Comunista da China, a 1 de outubro de 1949 às 15:00 horas na Praça Tiananmen em Pequim, a nova capital da China (Nanjing tinha sido a capital da antiga República da China). A formação do Governo Popular Central da RPC, o governo da nova nação, foi oficialmente proclamada durante o discurso de proclamação.
O primeiro desfile militar público do então novo Exército de Libertação Popular teve lugar ali, após o discurso do presidente da fundação formal da república popular. Antes disso, quando o novo hino nacional Marcha dos Voluntários foi tocado, a nova bandeira nacional da República Popular da China foi oficialmente revelada à nova nação fundada e içada pela primeira vez durante as celebrações como uma saudação de 21 tiros à distância.

## Contexto histórico
A Guerra Civil Chinesa foi travada entre o governo liderado pelo Kuomintang (KMT) da República da China (ROC) e o Partido Comunista da China (PCC), com uma duração intermitente entre 1927 e 1949. A guerra é geralmente dividida em duas fases com um interlúdio: de agosto de 1927 a 1937, a Aliança KMT-CPC entrou em colapso durante a Expedição do Norte, e os nacionalistas controlavam a maior parte da China. De 1937 a 1945, as hostilidades foram suspensas, e a Segunda Frente Unida combateu a invasão japonesa da China com a eventual ajuda dos Aliados da Segunda Guerra Mundial. A guerra civil recomeçou com a derrota japonesa, e o CPC ganhou a liderança na fase final da guerra de 1945-1949, geralmente referida como a Revolução Comunista Chinesa.
O maior combate na Guerra Civil Chinesa terminou em 1949 com o Partido Comunista no controlo da maior parte da China continental e o Kuomintang recuando para o mar, reduzindo o seu território a apenas Taiwan, Hainan e as ilhas vizinhas. Em 21 de setembro de 1949, o presidente do Partido Comunista Mao Zedong anunciou o estabelecimento da República Popular da China com um discurso na Primeira Sessão Plenária da Conferência Consultiva Política do Povo Chinês. Isso foi seguido por uma celebração em massa na Praça Tiananmen em 1.º de outubro, na qual a proclamação foi feita publicamente por Mao no Portão da Paz Celestial, a data se tornando o primeiro Dia Nacional do novo país.

## Declaração

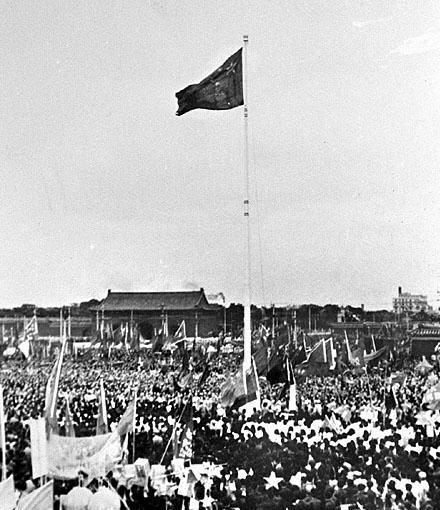
Mao deu as ordens e a primeira bandeira nacional da República Popular da China foi lentamente hasteada na Praça da Paz Celestial, com o portão esquerdo de Chang'an (agora demolido) atrás dele.

Exatamente às 15h00, horário de Pequim, em 1.º de outubro de 1949, o presidente Mao Tsé-Tung pronunciou à nação do alto do Portão da Paz Celestial:

Caros camaradas! Hoje, declaro o estabelecimento formal da República Popular da China e do seu Governo Popular Central!

Depois de ser tocado o hino nacional, o presidente Mao proclamou a fundação da República Popular da China naquele dia no topo do Portão de Tiananmen, declarando:
O povo de toda a China tem estado mergulhado em sofrimento amargo e tribulações desde que o governo reacionário de Chiang Kai-shek traiu a pátria, conspirou com os imperialistas, e lançou a guerra contra-revolucionária. Felizmente o nosso Exército de Libertação Popular, apoiado por toda a nação, tem lutado heroica e abnegadamente para defender a soberania territorial da nossa pátria, para proteger a vida e propriedade do povo, para aliviar o povo do seu sofrimento, e para lutar pelos seus direitos, e acabou por aniquilar as tropas reacionárias e derrubar o governo reacionário do governo nacionalista. Agora, a Guerra Popular de Libertação foi basicamente ganha, e a maioria da população do país foi libertada. Nesta base, foi convocada a primeira sessão da Conferência Consultiva Política Popular Chinesa, composta por delegados de todos os partidos democráticos e da organização popular da China, do Exército de Libertação Popular, das várias regiões e nacionalidades do país, e dos chineses estrangeiros e outros patriotas.

Representando a vontade de toda a nação, [esta sessão da conferência] promulgou a lei orgânica do Governo Popular Central da República Popular da China, elegeu Mao Tse Tung como presidente do Governo Popular Central; e Zhu De, Liu Shaoqi, Song Qingling, Li Jishen, Zhang Lan, e Gao Gang como vice-presidentes [do Governo Popular Central]; e Chen Yi, He Long, Li Lisan, Lin Boqu, Ye Jianying, He Xiangning, Lin Biao, Peng Dehuai, Liu Bocheng, Wu Yuzhang, Xu Xiangqian, Peng Zhen, Bo Yibo, Nie Rongzhen, Zhou Enlai, Dong Biwu, Seypidin, Rao Shushi, Tan Kah-kee [Chen Jiageng], Luo Ronghuan, Deng Zihui, Ulanhu, Xu Deli, Cai Chang, Liu Geping, Ma Yinchu, Chen Yun, Kang Sheng, Lin Feng, Ma Xulun, Guo Moruo, Zhang Yunyi, Deng Xiaoping, Gao Chongmin, Shen Junru, Shen Yanbing, Chen Shutong, Szeto Mei-tong [Situ Meitang], Li Xijiu, Huang Yanpei, Cai Tingkai, Xi Zhongxun, Peng Zemin, Zhang Zhizhong, Fu Zuoyi, Li Zhuchen, Li Zhangda, Zhang Nanxian, Liu Yazi, Zhang Dongsun, e Long Yun como membros do conselho para formar o Conselho Central do Governo Popular, proclamou a fundação da "República Popular da China" e decidiu Pequim como a capital da República Popular da China.

O Conselho do Governo Popular Central da República Popular da China tomou hoje posse na capital e tomou por unanimidade as seguintes decisões: proclamar a criação do Governo Popular Central da República Popular da China; adoptar o Programa Comum da Conferência Consultiva Política Popular da China como política do governo; eleger Lin Boqu de entre os membros do conselho como secretário-geral do Conselho do Governo Popular Central; nomear Zhou Enlai como primeiro-ministro do Conselho de Administração do Governo Popular Central e simultaneamente ministro dos Negócios Estrangeiros, Mao Tsé-Tung como presidente da Comissão Militar Revolucionária Popular do Governo Popular Central, Zhu De como comandante-em-chefe do Exército de Libertação do Povo, Shen Junru como presidente do Tribunal Popular Supremo do Governo Popular Central, e Luo Ronghuan como procurador-geral da Procuradoria Popular Suprema do Governo Popular Central, e para os encarregar da tarefa da rápida formação dos vários órgãos do governo para levar a cabo o trabalho do governo. Ao mesmo tempo, o Conselho do Governo Popular Central decidiu declarar aos governos de todos os outros países que este governo é o único governo legal que representa todo o povo da República Popular da China. Este governo está disposto a estabelecer relações diplomáticas com qualquer governo estrangeiro que esteja interessado a observar os nossos princípios de igualdade, benefício mútuo, e respeito mútuo pela integridade territorial e soberania.
 Pequim, 1 de setembro, 1949— Mao Tsé-Tung
Presidente
O Governo Popular Central da República Popular da China

## Celebrações
O primeiro desfile militar do Dia Nacional teve lugar logo após a proclamação da RPC. Comandado por Nie Rongzhen, o Comandante da Região Militar do Norte da China, e inspecionado por Zhu De, o Comandante-Chefe do ELP, o desfile envolveu cerca de 16 000 oficiais e pessoal do ELP. O desfile, que foi aprovado em junho de 1949, foi o primeiro desfile militar chinês em grande escala e moderno, tendo o país nunca antes feito uma revisão pública das tropas sob governos anteriores. Liu Bocheng propôs aos diretores do desfile Yang Chengwu e Tang Yanjie que fossem organizados no formato soviético, tendo testemunhado pessoalmente um desfile militar na Praça Vermelha em Moscovo. A Banda da Região Militar do Norte (agora Banda Militar Central do ELP) forneceu acompanhamento musical que incluiu o Hino Militar do Exército de Libertação Popular.[carece de fontes?]

## Na cultura popular
Filmes que retratam a proclamação da República Popular da China:
- O Nascimento da Nova China (1989)
- A Fundação de uma República (2009)